# Arundhati Roy
Suzanna Arundhati Roy (Shillong, 24. studenog 1961.) je indijska autorica i aktivistica. Godine 1997. je osvojila Bookerovu nagradu za svoj prvi roman The God of Small Things nakon čega je na međunarodnoj sceni postala najpoznatija indijska autorica koja živi u zemlji a ne u inozemstvu.
Roy je rođena u Shillongu u državi Meghalaya u braku keralske sirijske kršćanske majke - feminističke aktivistioce Mary Roy - i bengalskog oca hindusa koji je uzgajao čaj. U New Delhiju je stiudirala arhitekturu i tamo srela svog prvog muža, arhitekta Gerarda DaCunhu. Godine 1984. je srela svog drugog muža - filmaša Pradipa Kishena - te se pod njegovim utjecajem počela baviti filmom. U nagrađenom filmu Massey Sahib je glumila seljanku. Iskustva sa studija je pretočila u scenario za hvaljeni TV-film In Which Annie Gives It Those Ones koji je režirao njen suprug.
Javnosti je postala poznata člankom iz 1994. u kome je oštro napala film Bandit Queen u režiji Shekhara Kapura, tvrdeći da je eksploatirao i pogrešno prikazao život znamenite razbojnice Phoolan Devi. Godine 1992. je Roy počela pisati, a četiri godine kasnije dovršila svoj prvi roman The God of Small Things, koji je godinu dana kasnije dobio Bookerovu nagradu i postao međunarodni bestseler. Nakon toga je prestala pisati romane, iako je napisala nekoliko filmskih i televizijskih scenarija. Razlog za to je bila njena odluka da se što je moguće više posveti društvenom aktivizmu. To se prije svega odnosi na pokušaj zaustavljanja kontroverznog projekta brane Narmada. Osim toga je poznata i po žestokoj kritici indijskog programa nuklearnog naoružanja i američke vanjske politike koju je optužila da nastoji stvoriti globalni Američki imperij.